# Едуард Тадевосян
Едуард Тадевосян (нар. 1947, Єреван) — вірменський скрипаль, перша скрипка квартету імені Комітаса, професор Єреванської державної консерваторії.

## Біографія
Народився у 1947 році в Єревані. У 1965 році закінчив Єреванську спеціалізовану школу імені Чайковського, цього ж року став лауреатом Закавказького конкурсу. З 1965 по 1970 рік навчався в Московській державній консерваторії імені Чайковського (клас скрипки Леоніда Когана). У 1967–1969 роках здобув звання лауреата міжнародних конкурсів імені Венявського (Польща) та імені Жака Тібо і Маргарити Лонг (Франція). У 1970 році був запрошений другою скрипкою до струнного квартету імені Комітаса, в якому з 1976 року є першою скрипкою. В складі квартету і як соліст виступає з симфонічними оркестрами. В складі квартету виступав у більш ніж 50 країнах, з сольними концертами виступав в Німеччині, Нідерландах, Болгарії, Сингапурі, Малайзії, Таїланді, Філіппінах, Іспанії, Угорщині, Чехії тощо.
З 1987 року — професор Єреванської державної консерваторії. Обіймав посаду завідувача кафедрою струнних інструментів (1988–2000), з 1996 року — декан оркестрового факультету консерваторії.
Багаторазово був головою журі республіканських конкурсів та членом журі міжнародних конкурсів. У 2012 році очолював журі Міжнародного конкурсу скрипалів імені Арама Хачатуряна.

## Квартет імені Комітаса
З 1976 року Едуард Тадевосян є першою скрипкою всесвітньовідомого вірменського струнного квартету імені Комітаса. Про початок своєї співпраці з колективом він розповідає наступне:

В квартет я прийшов у 1969 році. Того року відзначали 100-річчя Комітаса і, звісно, «цвяхом» програми урочистого концерту був квартет. Крім квартету, в концерті брали участь солісти. Перша скрипка квартету Авет Габріелян запросив мене як соліста (до того часу я вже був лауреатом міжнародних конкурсів). Після цього виступу він запропонував мені зайняти у квартеті місце другої скрипки, замінивши Рафаеля Давідяна. А у 1975-му році Авет Габріелян вручив мені свій інструмент і сказав, що віднині я буду першою скрипкою. Рік по тому я повернувся в Єреван, але без решти учасників квартету. Вже в Єревані утворився новий склад, <…> Учасниками нового складу стали Акоп Менікян (друга скрипка), Яков Папян (альт), Фелікс Симонян (віолончель).

## Нагороди, премії, звання
- Народний артист Вірменії
- Лауреат Державної премії
- Кавалер ордену Святого Месропа Маштоца (2010)
- Почесний громадянин Єревана (2014)[3]